# Ethel Grey Terry
Ethel Grey Terry est une actrice américaine née le 2 octobre 1882 à Oakland (Californie) et morte le 6 janvier 1931 à Hollywood.

## Biographie
Ethel Grey Terry, plus tard diplômée de l'Académie de Roxbury, commence comme danseuse classique, à l'âge de deux ans. Puis, elle débute à Broadway dans quelques pièces en tant qu'actrice. Elle rejoint Hollywood en 1914 où elle incarne surtout les femmes de la haute société. À partir de 1922, sa carrière décline, bien qu'elle soit encore la partenaire de William S. Hart à cette époque.
Elle meurt en 1931 à la suite d'une maladie dont elle souffrit durant un an.
Elle épousa l'acteur Carl Gerard en 1910.
Elle était la fille de l'actrice Lillian Lawrence.

## Filmographie partielle
- 1920 : Satan (The Penalty) de Wallace Worsley
- 1922 : L'Engrenage (Oath-Bound) de Bernard J. Durning
- 1922 : Peg de mon cœur (Peg o' My Heart) de King Vidor
- 1922 : Fiancé malgré lui (The Crossroads of New York) de F. Richard Jones
- 1922 : Under Two Flags de Tod Browning
- 1922 : Too Much Business de Jess Robbins
- 1923 : Why Women Remarry de John Gorman
- 1923 : La Dernière Chevauchée (Wild Bill Hickok)
- 1923 : La Première Femme (Brass) de Sidney Franklin
- 1926 : The Love Toy de Erle C. Kenton
- 1926 : Docteur Frakass (Hard Boiled) de John G. Blystone
- 1928 : Confessions of a Wife d'Albert H. Kelley